# Bharadvaja

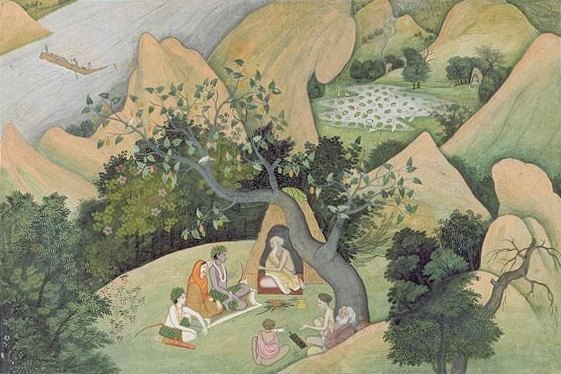
Rama und Sita besuchen den Asketen Bharadwaja.

Bharadvaja   (Sanskrit भरद्वाज Bharadvāja m.) ist einer der sieben Rishi (saptarishi) im Hinduismus.

## Mythos
Bharadvaja ist der Sohn von Brihaspati. Seine Mutter war gleichzeitig schwanger von ihrem Ehemann Utathya und von ihrem Liebhaber Brihaspati. Als es im Bauch eng für beide wurde, kickte Dhirgatamas, der rechtmäßige Sohn Utatuhyas, seinen Halbbruder aus dem Bauch der Mutter.
Nach dem indischen Epos Ramayana wurde Bharadvaja in seiner Einsiedelei bei Prayaga von Rama und Sita aufgesucht. Nach dem Epos Mahabharata war Bharadvaja der Vater von Drona, dem Lehrer der Kauravas und Pandavas.